# Бетово
Бетово (пол. Bietowo, нім. Bietau) — село в Польщі, у гміні Любіхово Староґардського повіту Поморського воєводства.
Населення — 358 осіб (2011).
У 1975-1998 роках село належало до Гданського воєводства.

## Демографія
Демографічна структура станом на 31 березня 2011 року:
|          | Загалом | Допрацездатний вік | Працездатний вік | Постпрацездатний вік |
| -------- | ------- | ------------------ | ---------------- | -------------------- |
| Чоловіки | 185     | 49                 | 121              | 15                   |
| Жінки    | 173     | 52                 | 98               | 23                   |
| Разом    | 358     | 101                | 219              | 38                   |